# Matti Vanhanen

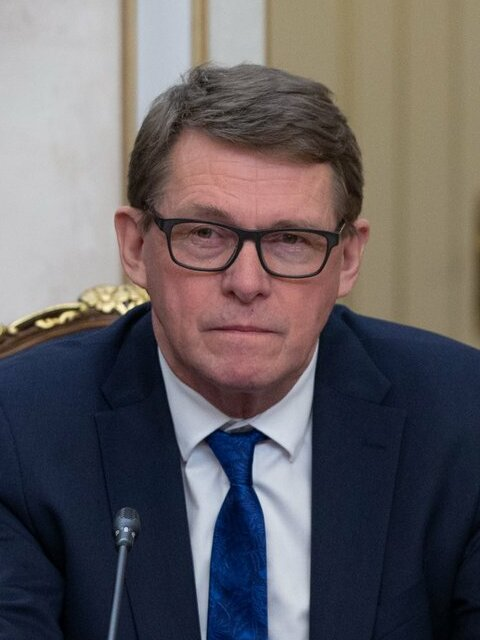
Matti Vanhanen (2020)

Matti Taneli Vanhanen [ˈmɑtːi ˈvɑnhɑnɛn]  (* 4. November 1955 in Jyväskylä) ist ein finnischer Politiker. Von 2003 bis 2010 war er finnischer Ministerpräsident. Vom Juni 2019 bis zum Juni 2020 war er Präsident des finnischen Parlaments und bekleidete dieses Amt von Februar 2022 bis April 2023 erneut. Seit 1975 ist er Mitglied der finnischen Zentrumspartei (Suomen Keskusta), deren stellvertretender Vorsitzender er im Jahr 2000 und deren Vorsitzender er von Oktober 2003 bis Juni 2010 war. Im Kabinett Marin war er vom 9. Juni 2020 bis zu seinem Rücktritt zum 26. Mai 2021 Finanzminister und vom Juni bis September 2020 stellvertretender Ministerpräsident.
Vanhanen hat einen Universitätsabschluss in Politikwissenschaften.

## Leben

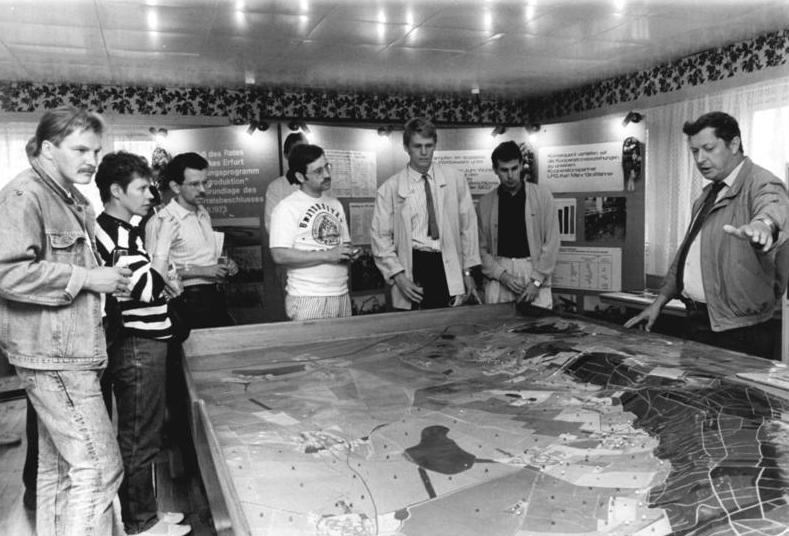
Vanhanen (dritter von rechts) besuchte 1988 die DDR.

Matti Vanhanen wurde 1955 als zweiter von drei Söhnen des Politikwissenschaftlers Tatu Vanhanen und Anni Tiihonen geboren. Nach seinem Abitur 1975 und dem Militärdienst studierte er Politikwissenschaft an der Universität Helsinki. 1989 schloss er sein Studium mit einem Master in Sozialwissenschaften ab. Von 1985 bis 1991 arbeitete er als Journalist für die Lokalzeitung Kehäsanomat, ab 1988 als deren Chefredakteur.
1991 war er Vorsitzender der Jugendorganisation der Zentrumspartei und wurde das erste Mal ins finnische Parlament gewählt. Seine Themen waren in erster Linie ökologische Fragestellungen. Er sprach sich beispielsweise gegen ein fünftes Kernkraftwerk in Finnland aus, obwohl er auch im Vorstand des finnischen Elektrizitätsunternehmens Fortum saß. Am 17. April 2003 wurde er Verteidigungsminister im Kabinett Anneli Jäätteenmäkis. Nach dem Rücktritt Jäätteenmäkis folgte er ihr am 24. Juni 2003 im Amt des Ministerpräsidenten nach.
In der Präsidentschaftswahl im Januar 2006 trat Matti Vanhanen als Kandidat der Zentrumspartei an. Er erzielte im ersten Wahlgang am 15. Januar 2006 einen Stimmenanteil von 18,6 % und verfehlte damit den Einzug in die Stichwahl. Mit der turnusmäßigen Übernahme der Präsidentschaft im Rat der Europäischen Union durch Finnland am 1. Juli 2006 fungierte Vanhanen in seiner Eigenschaft als finnischer Ministerpräsident für sechs Monate als EU-Ratspräsident.
Nach der Parlamentswahl am 18. März 2007 bildete Vanhanen sein zweites Kabinett, eine Koalition aus seiner Partei, der Nationalen Sammlungspartei, dem Grünen Bund und der Schwedischen Volkspartei. Am 18. Juni 2010 erklärte Vanhanen seinen Rücktritt als finnischer Ministerpräsident. Er hatte seinen Rückzug aus gesundheitlichen Gründen bereits im Dezember 2009 angekündigt. Als Nachfolgerin Vanhanens wurde am 22. Juni 2010 Mari Kiviniemi gewählt, die bereits den Vorsitz der Zentrumspartei übernommen hatte.
Bei der Präsidentschaftswahl 2018 kandidierte Vanhanen für die Zentrumspartei, schnitt aber mit nur 4,1 Prozent enttäuschend ab. Am 7. Juni 2019 wurde er vom finnischen Parlament zum neuen Parlamentspräsidenten gewählt und blieb dies bis zum Juni 2020. Im Kabinett Marin war er vom 9. Juni 2020 bis zu seinem Rücktritt zum 26. Mai 2021 Finanzminister und vom Juni bis September 2020 stellvertretender Ministerpräsident.
Nach dem Rücktritt von Parlamentspräsident Anu Vehviläinen im Januar 2022 wurde Matti Vanhanen zum Präsidenten des finnischen Parlaments gewählt.

## Privates
Vanhanen war von 1985 bis 2005 mit Merja Vanhanen verheiratet und hat mit ihr eine Tochter (* 1991) und einen Sohn (* 1994).
Nach der Scheidung hatte er eine neunmonatige Beziehung mit Susan Ruusunen, die nach dem Beziehungsende intime Details in der Boulevardpresse und dem Buch Pääministerin morsian (dt. Die Braut des Premierministers) veröffentlichte. Dies kam in der Öffentlichkeit nicht besonders gut an. Einige Buchläden weigerten sich, das Buch in ihr Sortiment aufzunehmen, und über 60.000 Personen unterzeichneten eine Internet-Petition gegen die Veröffentlichung. Vanhanen verklagte Ruusunen im März 2007 wegen Verletzung seiner Privatsphäre. Im Juni 2010 wurde Ruusunen vom Obersten Gericht Finnlands zu einer Geldstrafe in Höhe von 300 Euro wegen Verletzung der Privatsphäre verurteilt. Ruusunen zog bis vor den Europäischen Gerichtshof für Menschenrechte, der einen Verstoß gegen Artikel 10 der Europäischen Menschenrechtskonvention verneinte und die Höhe der Geldstrafe für angemessen hielt.
Seit März 2008 mit Sirkka-Liisa Mertala liiert, wurde im Juli 2010 die Trennung bekannt gegeben.